# Cucullia peruensis
Cucullia peruensis är en fjärilsart som beskrevs av Paul Dognin 1914. Cucullia peruensis ingår i släktet Cucullia och familjen nattflyn. Inga underarter finns listade i Catalogue of Life.